# J. A. Seazer
J. A. Seazer (jap. J・A・シーザー, J. A. Shīzā für Julious Arnest Seazer; * 6. Oktober 1948 in der Präfektur Miyazaki) ist der Künstlername des japanischen Musikers und Komponisten Takaaki Terahara (寺原 孝明, Terahara Takaaki).

## Werk und Stil
Seazer ist in Europa und Amerika hauptsächlich durch seine enge Zusammenarbeit mit dem 1983 verstorbenen Film- und Theaterregisseur Shūji Terayama bekannt. Für dessen Filme sowie auch für viele Theateraufführungen seiner Truppe Tenjō Sajiki (天井桟敷) komponierte er die Musik, die sich teilweise dem Progressive Rock zuordnen lässt. Nach Terayamas Tod war er Mitbegründer einer Theatergruppe namens Banyu Inryoku (万有引力, auch bekannt unter der englischen Übersetzung Universal Gravitation), die immer noch aktiv ist. Mit seiner Asian Crack Band hatte er in jüngster Zeit einige Auftritte, nachdem er über 30 Jahre lang nicht mehr live aufgetreten war.
Seazer wechselt häufig zwischen rockigen Klängen mit epischem, opernhaftem Gesang (mit teilweise sehr kryptischen Lyrics) und ruhigen, melancholischen, traditionell-japanischen Passagen (zum Beispiel mit Shamisen-Klängen). Er ist zudem kein gelernter Komponist, eignete sich seine Fähigkeiten also autodidaktisch an.

## Bekannte Werke
Er ist unter anderem für den Soundtrack des international bekannten Films Die Früchte der Leidenschaft (mit Klaus Kinski in einer Hauptrolle) verantwortlich; ebenso komponierte er die Musik für eine Anime-Verfilmung des nie in Deutschland veröffentlichten Comics Midori, das Kamelienmädchen (少女椿; Shōjo Tsubaki) von Suehiro Maruo (eine Veröffentlichung war jedoch geplant). Die Rockoper Shintokumaru entstammt ebenfalls einer Zusammenarbeit mit Terayama.
Seazer komponierte zudem die Choräle der Anime-Serie Utena. Revolutionary Girl, sowie gemeinsam mit Shinkichi Mitsumune und Hideato Amari den Soundtrack des Anime-Films Utena – The Movie.